# Pseudoclanis biokoensis
Pseudoclanis biokoensis là một loài bướm đêm thuộc họ Sphingidae. Nó được tìm thấy ở São Tomé và Príncipe.